# Orthetrum martensi
Orthetrum martensi is een libellensoort uit de familie van de korenbouten (Libellulidae), onderorde echte libellen (Anisoptera).
De wetenschappelijke naam Orthetrum martensi is voor het eerst geldig gepubliceerd in 1978 door Asahina.